# Alexander Wolf
Ne pas confondre avec l'homme politique allemand Alexander Wolf.
Pour les articles homonymes, voir Wolf.
Alexander Wolf, né le 28 décembre 1978 à Schmalkalden, est un biathlète allemand. Il a remporté trois courses en Coupe du monde et deux médailles de bronze aux Championnats du monde 2008 à la poursuite et en relais.

## Biographie
Alexander Wolf prend part à sa première compétition internationale en 1997 à l'occasion des Championnats du monde junior, où il est cinquième de l'individuel et titré sur le relais.
Il fait ses débuts dans l'élite, la Coupe du monde en fin d'année 1998 à Hochfilzen, où il marque directement ses premiers points avec une 28e place au sprint. Il se classe ensuite dixième du sprint d'Osrblie, où il effectue son premier sans faute au tir. Un an plus tard, il est cinquième d'un individuel au même endroit, puis monte sur son premier podium avec le relais à Antholz. Aux Championnats du monde d'Oslo, pour sa seule course au programme, il termine huitième de l'individuel. C'est encore à Osrblie qu'il s'illustre en 2002, Wolf terminant deuxième de la mass start pour son premier podium individuel en Coupe du monde. Il est ensuite sélectionné pour les Jeux olympiques de Slat Lake City où il se classe 34e de l'individuel.
En 2003, il remporte sa première victoire de Coupe du monde à Lahti (sprint).
Il obtient son deuxième succès individuel, à nouveau un sprint, en 2006 à Osrblie, lors d'une saison où il établit son meilleur classement général en Coupe du monde avec le douzième rang. Il fait aussi partie de trois relais gagnants à Hochfilzen, Oberhof et Ruhpolding et termine huitième de la mass start des Jeux olympiques de Turin. En 2006-2007, il ajoute une troisième et dernière victoire à son palmarès (sprint de Pokljuka).
En 2008, après deux nouveaux podiums en Coupe du monde, il décroche ses premières médailles mondiales à Östersund. Sur la poursuite, il gagne la médaille de bronze après une remontée de la 19e position au départ puis s'adjuge une seconde médaille de bronze sur le relais, avec Michael Rösch, Andreas Birnbacher et Michael Greis. En 2010, il sélectionné pour disputer ses troisièmes Jeux olympiques, à Vancouver (il se classe 24e de l'individuel).
En mars 2011, il monte sur son treizième et ultime podium en terminant troisième du sprint d'Oslo.
À l'arrêt depuis 2011 à cause de blessures, il prend définitivement sa retraite sportive en mars 2013.

## Palmarès

### Jeux olympiques d'hiver
| Épreuve / Édition | Salt Lake City 2002 | Turin 2006 | Vancouver 2010 |
| Individuel        | 34e                 |            | 24e            |
| Sprint            |                     | 14e        |                |
| Poursuite         |                     | 19e        |                |
| Mass start        |                     | 8e         |                |
| Relais            |                     |            |                |

### Championnats du monde
| Mondiaux \ Épreuve           | Individuel | Sprint | Poursuite                 | Départ en masse | Relais                    | Relais mixte                     |
| 2000 Oslo-Holmenkollen       | 8e         | -      | -                         | -               | -                         | Épreuve inexistante à cette date |
| 2004 Oberhof                 | 53e        | -      | -                         | -               | -                         | Épreuve inexistante à cette date |
| 2005 Hochfilzen /(Khanty-M.) | -          | -      | -                         | -               | 6e                        | 17e                              |
| 2007 Antholz-Anterselva      | 13e        | 15e    | 14e                       | 14e             | -                         | 5e                               |
| 2008 Östersund               | 19e        | 19e    | Médaille de bronze, monde | 14e             | Médaille de bronze, monde | -                                |
| 2009 Pyeongchang             | 30e        | 53e    | 18e                       | -               | -                         | -                                |

Légende :

 :épreuve inexistante

- : n'a pas participé à l'épreuve

### Coupe du monde
- Meilleur classement général : 12e en 2006.
- 28 podiums[2] :
  - 13 podiums individuels : 3 victoires, 5 deuxièmes places et 5 troisièmes places.
  - 14 podiums en relais : 4 victoires, 5 deuxièmes places et 4 troisièmes places.
  - 1 podium en relais mixte : 1 victoire.

#### Détail des victoires
| Édition / Épreuve | Individuel | Sprint   | Poursuite | Mass Start | Total |
| 2002-2003         |            | Lahti    |           |            | 1     |
| 2005-2006         |            | Osrblie  |           |            | 1     |
| 2006-2007         |            | Pokljuka |           |            | 1     |
| Total             | 0          | 3        | 0         | 0          | 3     |

#### Classements en Coupe du monde
| Saison    | Classement général final | Individuel | Sprint | Poursuite | Mass start |
| 1998-1999 | 49e                      | nc         | 44e    | 48e       |            |
| 1999-2000 | 37e                      | 15e        | 46e    | 48e       |            |
| 2000-2001 | 62e                      | nc         | 60e    | 47e       |            |
| 2001-2002 | 29e                      | nc         | 29e    | 26e       | 11e        |
| 2002-2003 | 39e                      | 43e        | 33e    | 36e       |            |
| 2003-2004 | 28e                      | 50e        | 30e    | 21e       | 38e        |
| 2004-2005 | 23e                      | nc         | 22e    | 18e       | 32e        |
| 2005-2006 | 12e                      | 8e         | 11e    | 24e       | 13e        |
| 2006-2007 | 20e                      | 12e        | 21e    | 21e       | 22e        |
| 2007-2008 | 14e                      | 9e         | 20e    | 11e       | 8e         |
| 2008-2009 | 19e                      | 16e        | 29e    | 17e       | 18e        |
| 2009-2010 | 41e                      | 15e        | 56e    | 42e       |            |
| 2010-2011 | 43e                      | 50e        | 37e    | 38e       | 39e        |

### Championnats d'Europe
- Médaille d'or du relais en 2001.

### Championnats du monde de biathlon d'été
- Médaille de bronze de la poursuite en 2009.

### Championnats du monde junior
- Médaille d'or du relais en 1997.